# Expo 2000 (skladba)
Expo 2000 je skladba německé electro skupiny Kraftwerk která vyšla roku 1999 na singlu a roku 2000 byly vydány remixy této skladby. Expo 2000 byla první skladbou Kraftwerk, která byla vydána po dlouholeté tvůrčí odmlce (1986 až 1999, posledním studiovým albem bylo Electric Cafe).
Kraftwerk byli požádáni, aby připravili hudební doprovod pro nadcházející výstavu Expo, která se konala roku 2000 v německém Hannoveru. Kraftwerk nejdříve zkomponovali krátký půlminutový jingle bez doprovodu hudebních nástrojů, ve kterém přes vokodér zkreslený hlas říkal slova "Expo dva tisíce" v angličtině, němčině, ruštině, španělštině a japonštině. Za tuto práci měli údajně zinkasovat 400 000 německých marek, což způsobilo kontroverzní ohlasy.
Proto později, v prosinci 1999, vychází singl, který obsahuje plnohodnotnou skladbu i s instrumentálním doprovodem, doplněný o tři remixy, které vytvořili sami Kraftwerk (označené jménem jejich nahrávacího studia Kling Klang).
O rok později, v listopadu 2000, vychází další singl nazvaný Expo Remix, na kterém se podíleli mnozí hudebníci z Evropy i Ameriky.
Kraftwerk tuto skladbu později přejmenovali a nyní je prezentována na koncertech jako Planet of Visions (Planet der Visionen). Pod tímto názvem vyšla také roku 2005 na koncertním albu Minimum-Maximum.

## Seznam skladeb

### Expo 2000 (1999)
1. "Expo 2000" (Radio Mix)
2. "Expo 2000" (Kling Klang Mix 2000)
3. "Expo 2000" (Kling Klang Mix 2002)
4. "Expo 2000" (Kling Klang Mix 2001)

### Expo Remix (2000)
1. "Expo 2000" – Orbital Mix
2. "Expo 2000" – François Kevorkian & Rob Rives Mix
3. "Expo 2000" – DJ Rolando Mix
4. "Expo 2000" – Underground Resistance Mix
5. "Expo 2000" – Underground Resistance Infiltrated Mix
6. "Expo 2000" – Underground Resistance Thought 3 Mix